# Вагон-лабораторія

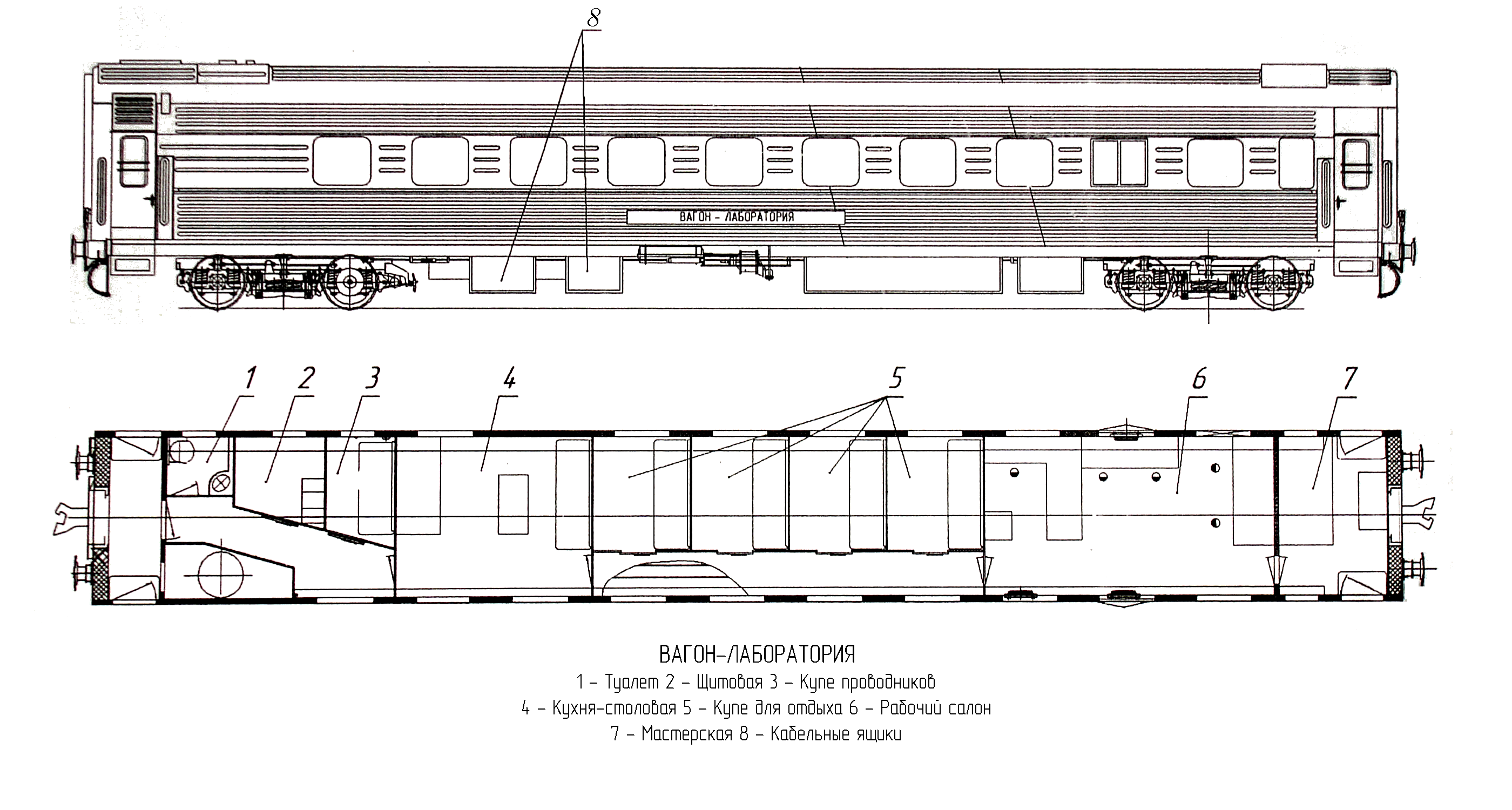
План вагона-лабораторії

Вагон-лабораторія — спеціально обладнаний вагон, призначений для проведення дослідів та випробувань об'єктів залізничної техніки в колійних (польових) умовах, проведення автоматизованих обстежень стану обладнання тягових підстанцій та інших об'єктів тягового електрозабезпечення електрифікованих залізниць. Метою обстежень є виявлення дефектів на залізничній інфраструктурі.

## Загальна характеристика
Вагони-лабораторії виготовляються на базі звичайних купейних пасажирських вагонів, в яких частина купе зазвичай об'єднуються в кухню і робочий салон. Ззовні, залежно від призначення лабораторії, може відрізнятися від звичайного вагону оглядовими вікнами (в неробочому тамбурі, з боків робочого салону — для контролю колії; на даху для контролю контактного дроту), відеокамерами і прожекторами, різноманітними вимірювальними візками під вагоном.
Всередині вагона-лабораторії встановлюється вимірювальне і реєструвальне обладнання, електронні підсилювачі, а також електроенергетичне обладнання для живлення вимірювальних приладів — акумуляторні батареї, дизель-генератор, випрямлячі. Динамометричні вагони обладнуються динамометричним автозчепленням.

## Застосування
Вагони-лабораторії використовують:
- для динамічних, гальмівних та інших випробувань вагонів;
- при контролі залізничної колії (вагон-дефектоскоп, колієвимірювальний вагон);
- для випробовування засобів сигналізації і зв'язку:
- для контролю параметрів контактної мережі;
- при перевірці роботи колійних пристроїв.